# Shenyang J-6
Lo Shenyang J-6 (歼-6; designato F-6 nelle versioni da esportazione) fu la versione prodotta su licenza del caccia supersonico sovietico Mikoyan-Gurevich MiG-19, nome in codice NATO Farmer.

## Storia del progetto
Nel gennaio 1958 il governo cinese, grazie ad un accordo di scambio tecnologico stipulato con l'Unione Sovietica, ottenne di produrre su licenza il Mikoyan-Gurevich MiG-19 per destinarlo ai reparti della propria forza aerea. La produzione del modello, che secondo il sistema di designazione cinese assunse la sigla J-6 (Jianjiji-6, ovvero "aereo da caccia modello 6"), era previsto iniziasse nei primi anni sessanta, assegnata agli stabilimenti statali di Shenyang che si sarebbero curati di assemblare le parti in arrivo dagli stabilimenti URSS.
Inizialmente la versione che aveva destato interesse fu la MiG-19P, caccia intercettore, con l'ufficio tecnico cinese che ottenne un kit dall'URSS nel corso del 1958 e con il quale venne costruito il prototipo che volò per la prima volta, ai comandi del pilota collaudatore Vang Yukhai il 17 dicembre dello stesso anno. Il primo MiG-19P/J-6 interamente realizzato dalla Shenyang basandosi sui progetti originali volò invece nel settembre del 1959, con ai comandi il collaudatore Yu Keming.
Il deterioramento dei rapporti tra i due paesi ebbe come conseguenza il blocco delle forniture così venne ordinato all'ufficio tecnico di realizzare una copia basandosi sulla documentazione in loro possesso.

## Impiego operativo

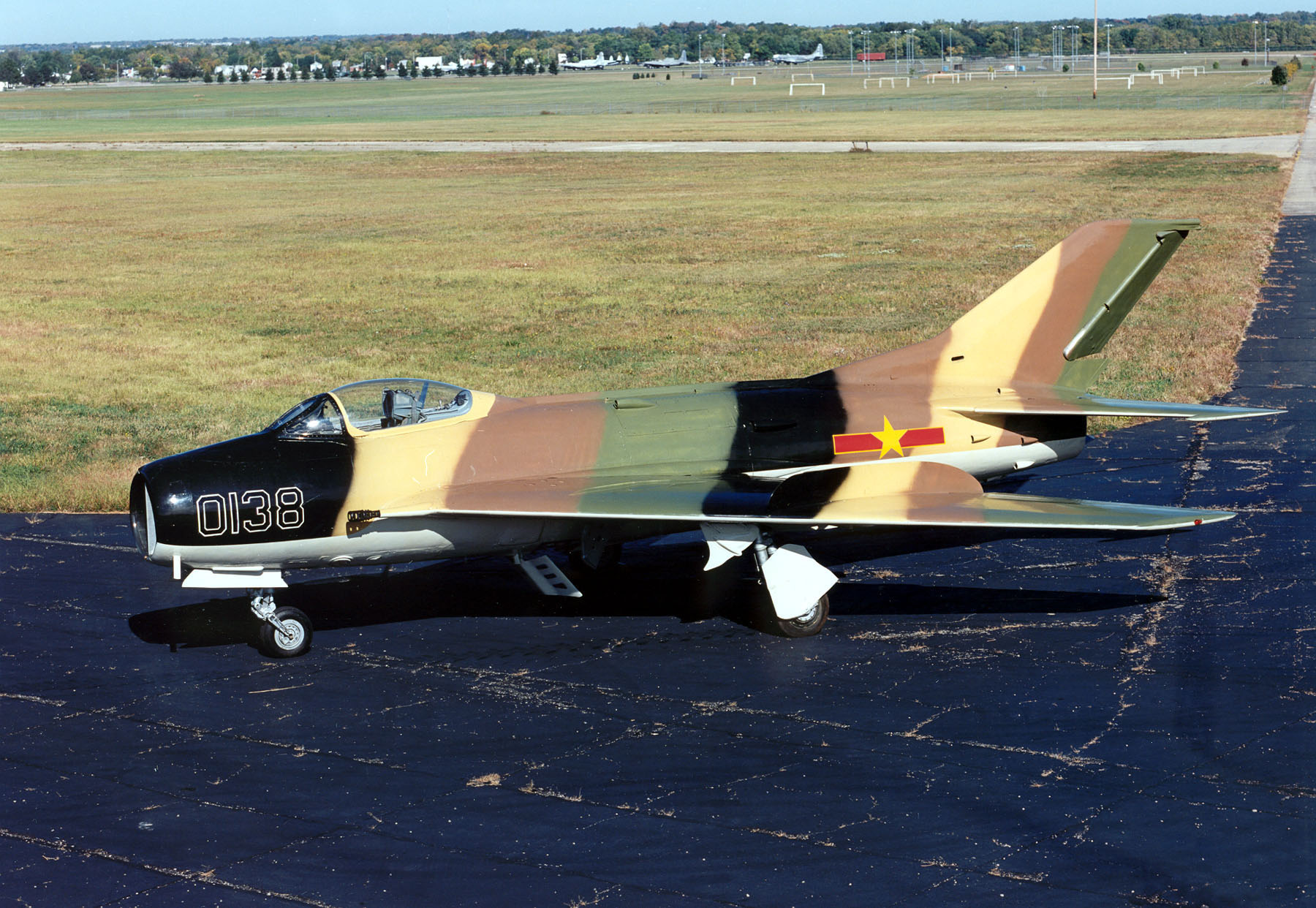
Un Mikoyan Gurevich MiG-19S in livrea cinese.

In Cina il caccia fu più apprezzato e prese parte ai combattimenti, diventando un avversario comune per i caccia della Zhōnghuá Mínguó Kōngjūn, l'aeronautica militare di Taiwan. Ci fu una battaglia aerea tra i comunisti ed i nazionalisti cinesi nel 1967, con venti J-6 (denominazione dei MiG-19 cinesi) contro quattro F-104 Starfighter. I MiG ebbero la peggio, con due perdite e nessun abbattimento.
Sono riportati eventi, mai confermati, in cui i caccia J-6 cinesi presero parte a litigi di confine con i sovietici ed incontri con i caccia USA che sconfinavano nello spazio aereo cinese, durante la guerra del Vietnam. Questi confronti risultarono in qualche abbattimento dei caccia USA e nessuna perdita cinese, sebbene i cinesi spesso dovessero battere in ritirata quando sopraggiungevano rinforzi statunitensi.
I caccia F-6 (J-6 da esportazione) erano forniti ai nordvietnamiti verso la fine della guerra, ma non vennero mai impiegati quanto il MiG-21 ed il MiG-17, effettuando solo pochi dogfight (combattimento manovrato impiegando solo l'artiglieria) nel 1972.
La cooperazione tra i cinesi ed i nordvietnamiti era assolutamente inusuale: i due popoli, infatti, avevano millenni di discordia alle spalle e dopo la guerra le relazioni tornarono alla tradizionale diffidenza. Nel 1979 caccia cinesi effettuarono un'incursione militare punitiva in Vietnam come rappresaglia all'ingerenza del Vietnam negli affari della Cambogia. L'operazione non fu certo un successo per i cinesi, dato che i vietnamiti erano preparati da anni alla guerra, ed un J-6 fu abbattuto.

## Versioni
J-6

J-6A
versione con capacità ognitempo limitate, similare al MiG-19PF, codice NATO assegnatogli "Farmer-D".
J-6B
versione equipaggiata con radar semiattivo e missili aria-aria di produzione nazionale derivati dall'AA-1 sovietico.
J-6C

J-6Xin
(Xin = nuovo)
JZ-6
(Jianjiji Zchenchaji-6) versione da ricognizione equipaggiata con una fotocamera al posto del cannone in fusoliera.
JJ-6
(Jianjiji Jiiaolianji-6) versione da addestramento biposto, caratterizzata da un lungo abitacolo a due posti in tandem e doppia pinna ventrale.

## Utilizzatori

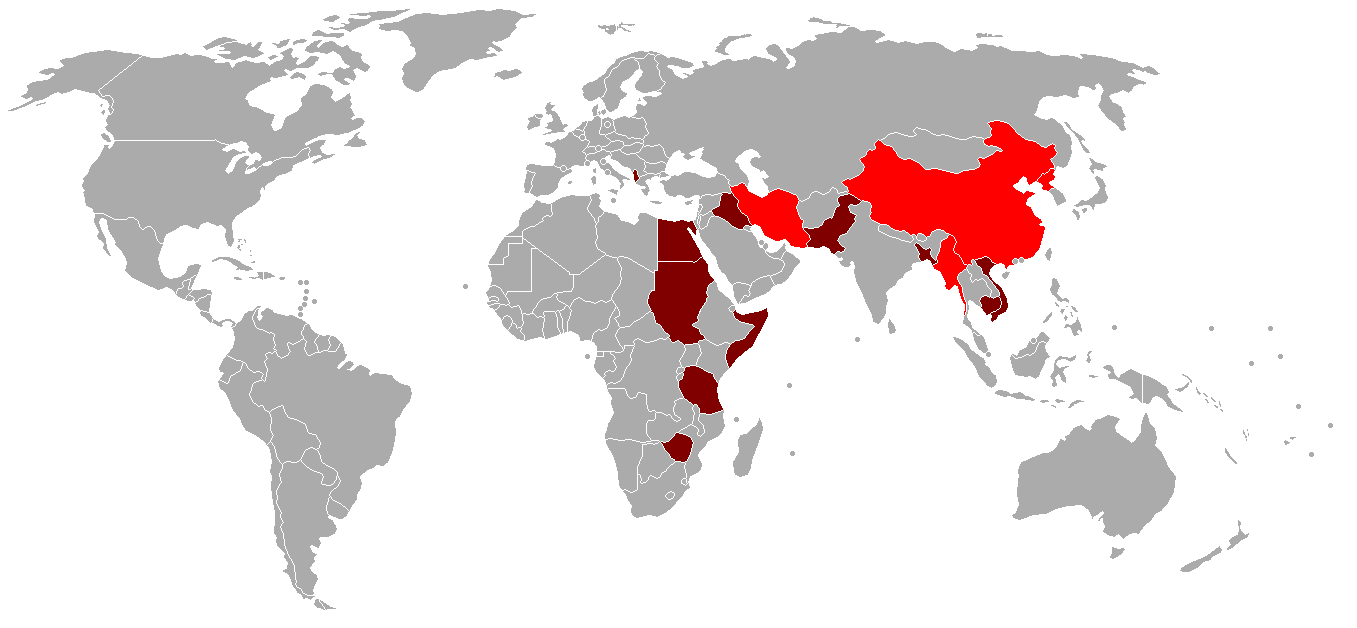
Utilizzatori mondiali del J-6/F-6.

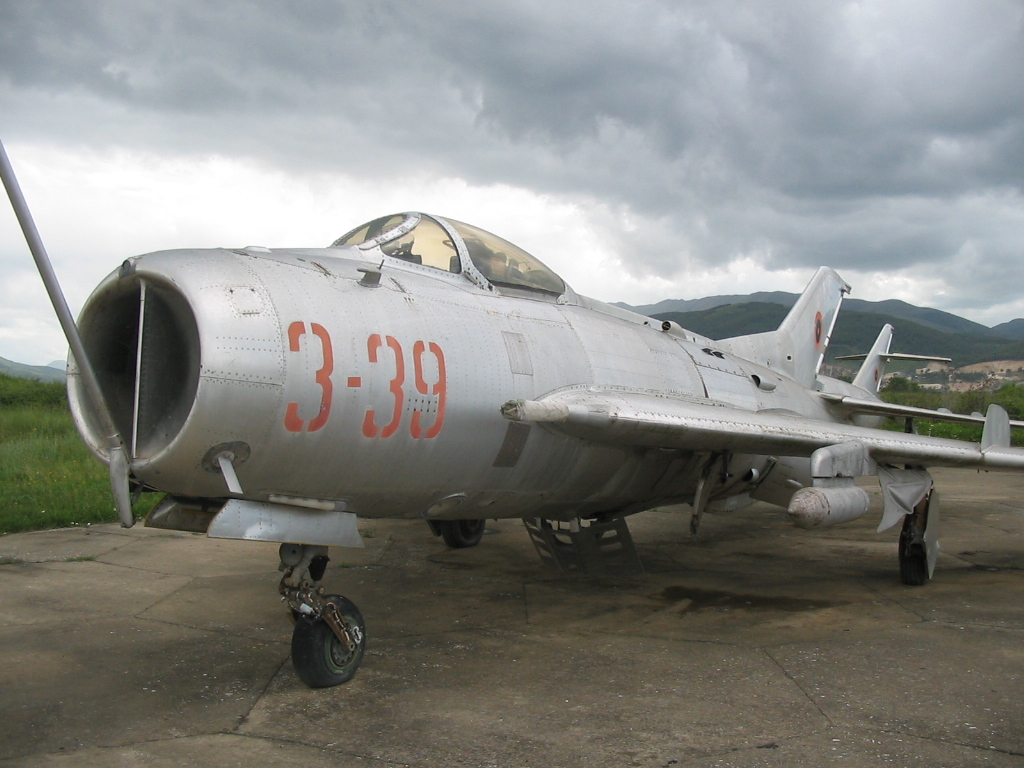
Un Shenyang J-6C della Forcat Ajrore Shqiptare

I dati sono tratti da OKB MiG: A History of the Design Bureau and its Aircraft. tranne dove indicato:
 Afghanistan
- Afghan Republican Air Force

15 J-6 ricevuti.
 Albania
- Forcat Ajrore Shqiptare

72 J-6 e 12 JJ-6 consegnati.
 Bangladesh
- Bangladesh Biman Bahini

36 J-6 consegnati.
 Birmania
- Tatmadaw Lei

20 esemplari consegnati. Un biposto FT-6M in servizio al dicembre 2016.
 Cambogia
- Toap Akas Khemarak Phoumin

10 J-6 impiegati tra il 1975 ed il 1979.
 Cina
- Zhongguo Renmin Jiefangjun Kongjun

2000 tra J-6 e JJ-6 consegnati.
- Zhōngguó Rénmín Jiěfàngjūn Hǎijūn Hángkōngbīng

300 tra J-6 e JJ-6 consegnati.
 Corea del Nord
- Chosŏn Inmin Kun Konggun

128 F-6C consegnati. 95 in servizio al novembre 2018.
  Egitto
- Al-Quwwat al-Jawwiya al-Misriyya

90 J-6 consegnati.
 Iraq
- Al-Quwwat al-Jawwiyya al-'Iraqiyya

40 J-6 ex Al-Quwwat al-Jawwiya al-Misriyya ricevuti nel 1983.
 Pakistan
- Pakistani Fida'iyye

72 J-6 ricevuti nel 1965, insieme a 20 MiG-19 ex indonesiani. Altri 2 lotti di 60 aerei ciascuno (comprendenti anche i biposto JJ-6) furono consegnati rispettivamente nel 1972 e nel 1977. Tutti ritirati nel 2002. Secondo altre fonti sarebbero stati consegnati 250 J-6 e 25 JJ-6 biposto.
 Somalia
- Aeronautica militare somala

50 J-6 consegnati.
 Sudan
- Al-Quwwat al-Jawwiyya al-Sudaniyya

17 J-6II ricevuti. 8 in servizio al luglio 2019.
 Tanzania
- Jeshi la Anga la Wananchi wa Tanzania

12 J-6 consegnati.
 Zambia
- Zambian Air Force and Air Defence Command

12 tra F-6 ed FT-6 consegnati a partire dal 1978.

## Cultura di massa
- In ambito videoludico, il J-6 compare tra i velivoli del videogioco Deadly Skies III[14]

### Riviste
- La Cina sul mercato globale della difesa, in Rivista italiana difesa, N. 9 - 09/2017,  pp. 44-53, ISSN 977112276000470009 (WC · ACNP).